# Aleksandr Grekulov
Aleksandr Grekulov (în rusă Александр Грекулов; n. ?, gubernia Basarabia, Imperiul Rus – d. secolul al XX-lea) a fost un politician moldovean, membru al Sfatului Țării al Republicii Democratice Moldovenești.

## Sfatul Țării
Fiind rus de naționalitate, a fost unul din membrii Sfatului Țării care s-a abținut de la votul de Unire a Basarabiei cu România în timpul sesiunii din 27 martie 1918.

## Galerie de imagini

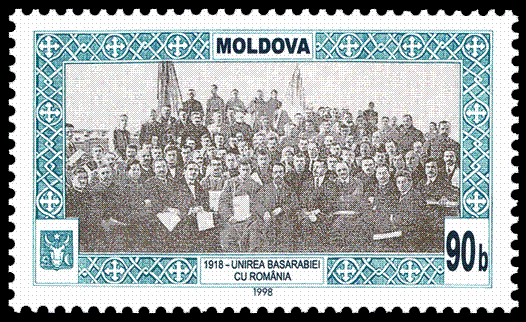
Membrii Sfatului Țării pe un timbru moldovenesc din 1998.